# H. Rap Brown

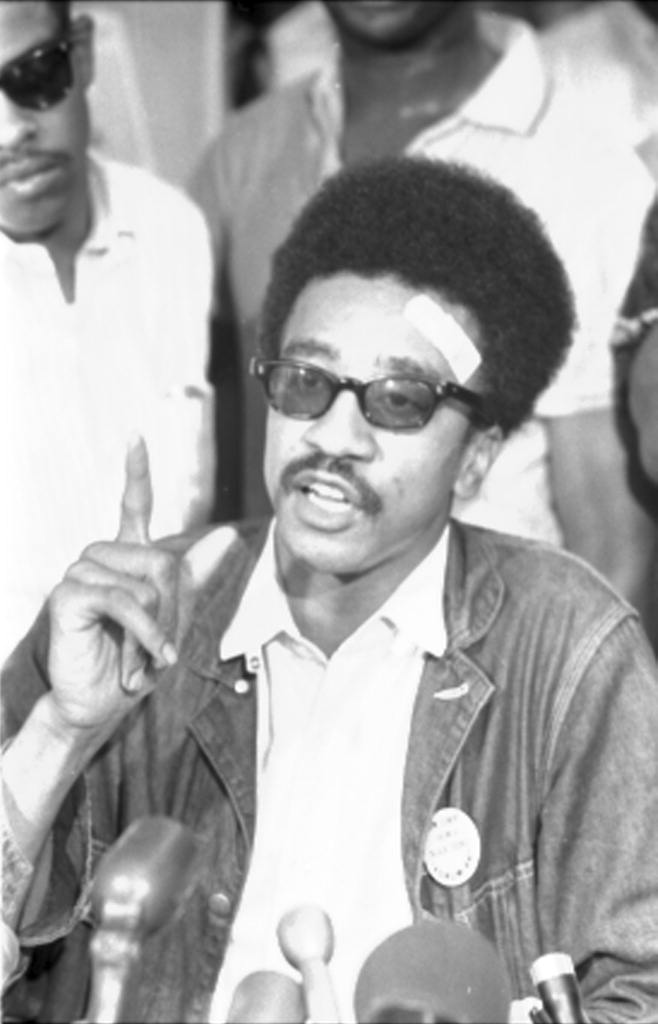
H. Rap Brown (1967)

H. Rap Brown (geb. 4. Oktober 1943 in Baton Rouge als Hubert Gerold Brown), heute Jamil Abdullah al-Amin, ist ein schwarzer Bürgerrechtler und Separatist in den Vereinigten Staaten, der in den 1960er Jahren als Nachfolger von Stokely Carmichael der fünfte Vorsitzende des Student Nonviolent Coordinating Committee (SNCC) war. Während einer kurzlebigen (sechs Monate) Allianz zwischen dem SNCC und der Black Panther Party diente er als „Justizminister“.
H. Rap Brown verbüßt seit 2002 eine lebenslange Haftstrafe wegen Mordes, nachdem er im Jahr 2000 im Fulton County in Georgia einen Polizisten erschossen und einen weiteren schwer verletzt hatte.